# 巴拿馬小銀漢魚
巴拿馬小銀漢魚，為輻鰭魚綱銀漢魚目擬銀漢魚科的其中一種，分布於東太平洋巴拿馬灣至哥倫比亞海域，為熱帶魚類，體長可達11公分，棲息在底中層水域，生活習性不明。